# ジュゼッペ・マロッタ
ジュゼッペ・"ベッペ"・マロッタ（Giuseppe 'Beppe' Marotta,、1957年3月25日 - ）は、イタリア・ヴァレーゼ出身のスポーツ経営者。現インテルナツィオナーレ・ミラノ会長。
アタランタBC、UCサンプドリアなどでGMを、ユヴェントスFCではゼネラルディレクター（GD）を歴任し、インテル・ミラノでは会長に就任する2024年までCEOを務めた。
移籍金の掛からないフリー移籍を活用し、度々獲得した選手が結果を残すことから「ゼロ円移籍の達人」と紹介されることもある。ユヴェントスでは、アンドレア・ピルロやポール・ポグバをフリーで獲得するなどし、在任期間でチームはリーグ7連覇を果たした。インテル・ミラノでは、ハカン・チャルハノールやマルクス・テュラムをフリーで獲得し、2人はリーグ優勝に貢献した。

## 経歴

### サンプドリア時代など
1970年代よりキャリアをスタートし、1995年からはマウリツィオ・ザンパリーニの所有するSSCヴェネツィアに所属。2000年、アタランタBCへ移籍し優れた育成システムを補完する形で賢い補強策を行った。2002年、リカルド・ガッローネ会長が買収したUCサンプドリアのGMに就任して以来、ヴェネツィア時代の友人ワルテル・ノヴェッリーノを監督に招聘したり、監督の要望に沿いつつ限られた財政力で選手補強を行うことに尽力していた。
サンプドリアでの補強での成功例の一つは、アントニオ・カッサーノの獲得である(2007年)。カッサーノは天才でありながら、レアル・マドリードでは度重なる愚行と出場機会の減少で評価を下げていた。マロッタはレンタルでカッサーノを獲得し、新監督となったワルテル・マッツァーリにより復活に成功。翌シーズンには完全移籍で獲得している。

### ユヴェントスFC時代
2010年夏、カルチョ・スキャンダル以降低迷していたユヴェントスFCのＧＭに就任。スカウト担当のファビオ・パラーティチを連れて行った。初年度こそ7位と悪い流れを断ち切れなかったものの、2011年夏のメルカートでアントニオ・コンテを監督に就任させると同時に、アンドレア・ピルロ、アルトゥーロ・ビダル、ステファン・リヒトシュタイナー、ミルコ・ヴチニッチと次々と積極補強をし、チームとしてサイクルの転換を促した。その結果、ユヴェントスはシーズン前の下馬評を覆し、クラブ史上初のリーグ戦無敗優勝を成し遂げた。その後も2012年夏に、クワドォー・アサモアとマウリシオ・イスラを同時補強。2013年冬にはフェルナンド・ジョレンテを自由移籍で獲得し、2013年夏にカルロス・テベス、アンジェロ・オグボンナの獲得を決めるなど、堅実かつ迅速な補強手腕でセリエAでのユヴェントスの地位を確固たるものにし2013-14シーズンまででセリエA三連覇を達成した。2014-15シーズンは三連覇の立役者アントニオ・コンテ監督の電撃辞任というアクシデントがあったが、辞任翌日という速さでミランでの実績があったマッシミリアーノ・アッレグリ監督を招聘。コンテの一件で出遅れていた移籍市場でも欧州実績のあるパトリス・エヴラを200万ユーロで獲得。また、アルバロ・モラタ、ロベルト・ペレイラといった実力と将来性を兼ね備えた有望若手選手も獲得した。こういった迅速な動き・判断が実り2014-15シーズンのユヴェントスはセリエA四連覇を含む二冠獲得・さらにUEFAチャンピオンズリーグ準優勝というカルチョ・スキャンダル後では最高の成績を残した。
2015-16シーズン前にはカルロス・テベス、アンドレア・ピルロ、アルトゥーロ・ビダルといった主力に加え、フェルナンド・ジョレンテといった四連覇や2014-15シーズンの二冠に貢献した戦力を放出する一方、パウロ・ディバラ、マリオ・マンジュキッチ、サミ・ケディラ、アレックス・サンドロ、フアン・クアドラード、シモーネ・ザザ、ダニエレ・ルガーニといった新戦力を獲得し大幅な血の入れ替えを敢行した。SSラツィオとのスーペルコッパ・イタリアーナは制覇したものの、リーグ戦では主力の怪我や新戦力が噛みあわなかったことから、クラブ史上初の開幕からの二連敗や開幕からの10試合で3勝3分4敗という不振ぶりであった。しかし、怪我人の復帰や新戦力がフィットしてきたこともあり、2015年10月31日のトリノFCとのトリノダービーからのクラブ新記録の15連勝など10節以降25戦24勝1分という勢いでセリエA史上4チーム目となる五連覇を達成し、シーズン開幕当初は血の入れ替えに批判する声があったものの結果的に五連覇に貢献することになった。
2016-17シーズン前にはポール・ポグバを史上最高額の移籍金である1億500万ユーロでマンチェスター・ユナイテッドに売却し、アルバロ・モラタを古巣であるレアル・マドリードに買戻しされた一方、ダニエウ・アウベスをフリー、メディ・ベナティアとフアン・クアドラードをレンタルで獲得。さらにSSCナポリからゴンサロ・イグアインを9000万ユーロで、ASローマからミラレム・ピャニッチを3200万ユーロで国内のライバルチームからの引き抜きに成功。イグアインの移籍金9000万ユーロはユヴェントスが獲得に費やした史上最高額の移籍金であり、セリエA史上最高額の移籍金でもある。また夏にはマルコ・ピアツァを、冬にはリッカルド・オルソリーニ、マッティア・カルダーラを獲得するなど若手にも投資を行った。結果、リーグ最多タイとなるセリエA六連覇と史上初のコッパ・イタリア三連覇の二冠。そして前年惜しくもベスト16で散ったUEFAチャンピオンズリーグでも決勝で破れはしたものの、準優勝に輝き、ほぼ完璧と言っていいシーズンとなった。
2018-19シーズンには熾烈な獲得争いを制しリバプールFCより自由移籍でエムレ・ジャンを獲得する他、退団したジャンルイジ・ブッフォンとステファン・リヒトシュタイナーの後釜として、マッティア・ペリンとジョアン・カンセロをそれぞれ補強するなど堅実な動きをみせていたが、7月初旬になりレアル・マドリードのエースであるクリスティアーノ・ロナウドの移籍報道が相次いだ。そして2018年7月10日、移籍金1億ユーロでロナウドの入団を正式発表し、世界を驚かせた。なお、1億ユーロはユヴェントスが獲得に費やした史上最高額の移籍金であり、セリエA史上最高額の移籍金でもある。イグアインで記録したセリエA史上最高額の移籍金をわずか2年で更新することになった。2018年10月、GMからの退任を発表。

### インテル時代
2018年12月、ユヴェントスの宿敵であるインテル・ミラノの最高経営責任者（CEO）就任が決定した。
インテル加入後、最初の移籍期間となる2018-19シーズンの冬には当時、サウサンプトンFCに所属していたセドリック・ソアレスをレンタルで獲得した。このシーズンはリーグ4位とチャンピオンズリーグ出場権を獲得した。
2019-20シーズンには、ユヴェントス時代にも共に仕事をしたアントニオ・コンテを監督に招聘した。選手の補強では、ロメル・ルカクやクリスティアン・エリクセンを獲得した他、買取義務付きのレンタル移籍でニコロ・バレッラも獲得した。リーグ戦では首位ユヴェントスとの勝ち点差1と僅かな差で2位に終わり、UEFAチャンピオンズリーグのグループステージで3位となったため出場したUEFAヨーロッパリーグでも、セビージャに敗れ準優勝に終わった。
2020-21シーズンでは、アクラフ・ハキミらを獲得し、買取義務付きのレンタル移籍でマッテオ・ダルミアンも獲得した。UEFAチャンピオンズリーグではグループステージ4位に終わってしまうが、そのシーズンのリーグ最優秀MFに選ばれたニコロ・バレッラやMVPに選ばれたロメル・ルカクらの活躍でセリエAでは独走優勝を果たした。
2021-22シーズンは、フロントとの補強プランの食い違いでアントニオ・コンテ監督が辞任。ラツィオで結果を残していたシモーネ・インザーギを新監督に招聘し、インテルのライバルであるACミランからハカン・チャルハノールをフリーで獲得した。その他にも、ローマからエディン・ジェコやPSVからデンゼル・ダンフリースを獲得した。リーグ戦では、首位のACミランとの勝ち点差2と惜しくも2位に終わったが、コッパ・イタリアではユヴェントスを破り優勝を果たした。UEFAチャンピオンズリーグでは、グループステージを2位で突破し、ラウンド16ではリヴァプール相手にアウェイで1-0と勝利を収めるも、ホームでの2失点が響きベスト16に終わった。
2022-23シーズンは、「古巣に戻りたい」と発していたロメル・ルカクをレンタルで獲得し、フリーでアンドレ・オナナ、ヘンリク・ムヒタリアンを獲得。レンタルでもフランチェスコ・アチェルビを獲得した。一時は、監督解任が噂されるなど不調の時期もあったがリーグ戦では3位に終わった。しかし、コッパ・イタリア、スーペル・コッパイタリアーナでは連覇を果たした。UEFAチャンピオンズリーグでも「死の組」を2位で勝ち上がり、ポルトやベンフィカ、ライバルのACミランを倒して決勝まで進むも、マンチェスター・シティに敗れ準優勝に終わった。決勝では、フリーで獲得しスタメンに定着したオナナや、同じくスタメンに定着したベテランのジェコ、アチェルビ、ダルミアンらが先発した。
2023-24シーズンは、当時35歳だったアチェルビを完全移籍で獲得。買取義務など付けたレンタルではダヴィデ・フラッテージらを獲得。そして、高額な移籍金で放出したオナナの後釜にヤン・ゾマー、FWにフリーでマルクス・テュラムを獲得した。UEFAチャンピオンズリーグではベスト16に終わるも、リーグ戦ではラウタロ・マルティネスとテュラムのコンビが躍動し、ゾマーもリーグトップのクリーンシート数を記録。アンカーのポジションに入ったチャルハノールは最優秀MFに選ばれる活躍でリーグ優勝に貢献した。
2024年6月4日、クラブのオーナーが変更になり、インテル・ミラノの会長に就任することが発表された。

## 獲得した主な選手

### サンプドリア時代
- ファビオ・クアリャレッラ
- アントニオ・カッサーノ
- ジャンパオロ・パッツィーニ
- レト・ツィークラー
- ウーゴ・カンパニャーロ
- クリスティアン・マッジョ
- マルコ・パダリーノ

### ユヴェントス時代
| 国籍           | 選手名                   | 移籍金       |
| -------------- | ------------------------ | ------------ |
| イタリアの旗   | レオナルド・ボヌッチ     | 1550万ユーロ |
| イタリアの旗   | ファビオ・クアリャレッラ | 1500万ユーロ |
| セルビアの旗   | ミロシュ・クラシッチ     | 1500万ユーロ |
| イタリアの旗   | シモーネ・ペペ           | 1000万ユーロ |
| イタリアの旗   | マルコ・モッタ           | 500万ユーロ  |
| イタリアの旗   | マルコ・ストラーリ       | 450万ユーロ  |
| ウルグアイの旗 | ホルヘ・マルティネス     | 1200万ユーロ |
| イタリアの旗   | アルベルト・アクイラーニ | レンタル移籍 |
| イタリアの旗   | アレッサンドロ・マトリ   | 1800万ユーロ |
| イタリアの旗   | アンドレア・バルツァッリ | 30万ユーロ   |

| 国籍             | 選手名                         | 移籍金       |
| ---------------- | ------------------------------ | ------------ |
| イタリアの旗     | アンドレア・ピルロ             | フリー移籍   |
| スイスの旗       | レト・ツィークラー             | フリー移籍   |
| イタリアの旗     | ミケーレ・パツィエンツァ       | フリー移籍   |
| チリの旗         | アルトゥーロ・ビダル           | 1250万ユーロ |
| モンテネグロの旗 | ミルコ・ヴチニッチ             | 1500万ユーロ |
| スイスの旗       | ステファン・リヒトシュタイナー | 1000万ユーロ |
| イタリアの旗     | エマヌエレ・ジャッケリーニ     | 725万ユーロ  |
| オランダの旗     | エルイェロ・エリア             | 900万ユーロ  |
| イタリアの旗     | シモーネ・パドイン             | 500万ユーロ  |
| イタリアの旗     | マルコ・ボリエッロ             | レンタル移籍 |
| ウルグアイの旗   | マルティン・カセレス           | 950万ユーロ  |
| オランダの旗     | ワシム・ブーイ                 | 非公開       |

| 国籍           | 選手名                   | 移籍金                |
| -------------- | ------------------------ | --------------------- |
| ブラジルの旗   | ルシオ                   | フリー移籍            |
| フランスの旗   | ポール・ポグバ           | フリー移籍            |
| イタリアの旗   | ニコラ・レアーリ         | 380万ユーロ           |
| イタリアの旗   | マノロ・ガッビアディーニ | 550万ユーロ・共同保有 |
| イタリアの旗   | アルベルト・マージ       | 200万ユーロ           |
| ガーナの旗     | クワドォー・アサモア     | 1800万ユーロ          |
| チリの旗       | マウリシオ・イスラ       | 1300万ユーロ          |
| ガーナの旗     | リッチモンド・ボアキエ   | 400万ユーロ・共同保有 |
| デンマークの旗 | ニクラス・ベントナー     | レンタル移籍          |
| イタリアの旗   | フェデリコ・ペルーゾ     | 580万ユーロ           |
| フランスの旗   | ニコラ・アネルカ         | レンタル移籍          |

| 国籍             | 選手名                         | 移籍金       |
| ---------------- | ------------------------------ | ------------ |
| スペインの旗     | フェルナンド・ジョレンテ       | フリー移籍   |
| アルゼンチンの旗 | カルロス・テベス               | 1200万ユーロ |
| イタリアの旗     | アンジェロ・オグボンナ         | 1200万ユーロ |
| イタリアの旗     | シモーネ・ザザ                 | 350万ユーロ  |
| イタリアの旗     | パブロ・ダニエル・オスヴァルド | レンタル移籍 |

| 国籍             | 選手名                   | 移籍金       |
| ---------------- | ------------------------ | ------------ |
| フランスの旗     | キングスレイ・コマン     | フリー移籍   |
| アルゼンチンの旗 | ロベルト・ペレイラ       | 1500万ユーロ |
| スペインの旗     | アルバロ・モラタ         | 2000万ユーロ |
| フランスの旗     | パトリス・エヴラ         | 200万ユーロ  |
| イタリアの旗     | ロムロ                   | レンタル移籍 |
| イタリアの旗     | ステファノ・ストゥラーロ | 500万ユーロ  |
| イタリアの旗     | アレッサンドロ・マトリ   | レンタル移籍 |

| 国籍             | 選手名                 | 移籍金       |
| ---------------- | ---------------------- | ------------ |
| ドイツの旗       | サミ・ケディラ         | フリー移籍   |
| ブラジルの旗     | ネト                   | フリー移籍   |
| アルゼンチンの旗 | パウロ・ディバラ       | 3200万ユーロ |
| イタリアの旗     | ダニエレ・ルガーニ     | 300万ユーロ  |
| クロアチアの旗   | マリオ・マンジュキッチ | 1900万ユーロ |
| ブラジルの旗     | アレックス・サンドロ   | 2600万ユーロ |
| ブラジルの旗     | エルナネス             | 1100万ユーロ |
| コロンビアの旗   | フアン・クアドラード   | 3000万ユーロ |
| ガボンの旗       | マリオ・レミナ         | 900万ユーロ  |
| イタリアの旗     | ロランド・マンドラゴラ | 600万ユーロ  |

| 国籍                         | 選手名                   | 移籍金       |
| ---------------------------- | ------------------------ | ------------ |
| ブラジルの旗                 | ダニエウ・アウヴェス     | フリー移籍   |
| ボスニア・ヘルツェゴビナの旗 | ミラレム・ピャニッチ     | 3200万ユーロ |
| クロアチアの旗               | マルコ・ピアツァ         | 2300万ユーロ |
| アルゼンチンの旗             | ゴンサロ・イグアイン     | 9000万ユーロ |
| モロッコの旗                 | メディ・ベナティア       | 2000万ユーロ |
| ベネズエラの旗               | トマス・リンコン         | 800万ユーロ  |
| イタリアの旗                 | マッティア・カルダラ     | 1500万ユーロ |
| イタリアの旗                 | リッカルド・オルソリーニ | 600万ユーロ  |

| 国籍           | 選手名                       | 移籍金       |
| -------------- | ---------------------------- | ------------ |
| ウルグアイの旗 | ロドリゴ・ベンタンクール     | 950万ユーロ  |
| ブラジルの旗   | ドウグラス・コスタ           | 4600万ユーロ |
| ポーランドの旗 | ヴォイチェフ・シュチェスニー | 1200万ユーロ |
| イタリアの旗   | マッティア・デ・シリオ       | 1200万ユーロ |
| イタリアの旗   | フェデリコ・ベルナルデスキ   | 4000万ユーロ |
| フランスの旗   | ブレーズ・マテュイディ       | 2000万ユーロ |
| ドイツの旗     | ベネディクト・ヘーヴェデス   | レンタル移籍 |

| 国籍           | 選手名                     | 移籍金       |
| -------------- | -------------------------- | ------------ |
| ドイツの旗     | エムレ・ジャン             | フリー移籍   |
| イタリアの旗   | マッティア・ペリン         | 1200万ユーロ |
| ポルトガルの旗 | ジョアン・カンセロ         | 4040万ユーロ |
| ポルトガルの旗 | クリスティアーノ・ロナウド | 1億ユーロ    |
| イタリアの旗   | レオナルド・ボヌッチ       | 3500万ユーロ |

### インテル・ミラノ時代
| 国籍           | 選手名               | 移籍金       |
| -------------- | -------------------- | ------------ |
| ポルトガルの旗 | セドリック・ソアレス | レンタル移籍 |

| 国籍             | 選手名                     | 移籍金       |
| ---------------- | -------------------------- | ------------ |
| ベルギーの旗     | ロメル・ルカク             | 7400万ユーロ |
| デンマークの旗   | クリスティアン・エリクセン | 2700万ユーロ |
| オーストリアの旗 | ヴァレンティノ・ラザロ     | 2240万ユーロ |
| イタリアの旗     | マッテオ・ポリターノ       | 2110万ユーロ |
| イングランドの旗 | アシュリー・ヤング         | 170万ユーロ  |
| イタリアの旗     | ニコロ・バレッラ           | レンタル移籍 |
| イタリアの旗     | ステファノ・センシ         | レンタル移籍 |
| チリの旗         | アレクシス・サンチェス     | レンタル移籍 |
| イタリアの旗     | クリスティアーノ・ビラーギ | レンタル移籍 |
| ナイジェリアの旗 | ビクター・モーゼス         | レンタル移籍 |
| ウルグアイの旗   | ディエゴ・ゴディン         | 自由移籍     |

| 国籍         | 選手名                   | 移籍金       |
| ------------ | ------------------------ | ------------ |
| イタリアの旗 | ニコロ・バレッラ         | 4450万ユーロ |
| モロッコの旗 | アクラフ・ハキミ         | 4300万ユーロ |
| イタリアの旗 | ステファノ・センシ       | 2720万ユーロ |
| イタリアの旗 | アンドレア・ピナモンティ | 2100万ユーロ |
| セルビアの旗 | アレクサンダル・コラロヴ | 150万ユーロ  |
| チリの旗     | アルトゥーロ・ビダル     | 100万ユーロ  |
| イタリアの旗 | マッテオ・ダルミアン     | レンタル移籍 |
| チリの旗     | アレクシス・サンチェス   | 自由移籍     |

| 国籍                         | 選手名                 | 移籍金       |
| ---------------------------- | ---------------------- | ------------ |
| オランダの旗                 | デンゼル・ダンフリース | 1425万ユーロ |
| イタリアの旗                 | マッテオ・ダルミアン   | 330万ユーロ  |
| ボスニア・ヘルツェゴビナの旗 | エディン・ジェコ       | 280万ユーロ  |
| アルゼンチンの旗             | ホアキン・コレア       | レンタル移籍 |
| ドイツの旗                   | ロビン・ゴセンス       | レンタル移籍 |
| エクアドルの旗               | フェリペ・カイセド     | レンタル移籍 |
| トルコの旗                   | ハカン・チャルハノール | 自由移籍     |

| 国籍             | 選手名                     | 移籍金       |
| ---------------- | -------------------------- | ------------ |
| アルゼンチンの旗 | ホアキン・コレア           | 3330万ユーロ |
| ドイツの旗       | ロビン・ゴセンス           | 2740万ユーロ |
| ベルギーの旗     | ロメル・ルカク             | レンタル移籍 |
| アルバニアの旗   | クリスティアン・アスラニ   | レンタル移籍 |
| イタリアの旗     | ラウル・ベッラノーヴァ     | レンタル移籍 |
| イタリアの旗     | フランチェスコ・アチェルビ | レンタル移籍 |
| カメルーンの旗   | アンドレ・オナナ           | 自由移籍     |
| アルメニアの旗   | ヘンリク・ムヒタリアン     | 自由移籍     |

| 国籍             | 選手名                     | 移籍金       |
| ---------------- | -------------------------- | ------------ |
| フランスの旗     | バンジャマン・パヴァール   | 3120万ユーロ |
| アルバニアの旗   | クリスティアン・アスラニ   | 1000万ユーロ |
| カナダの旗       | タジョン・ブキャナン       | 730万ユーロ  |
| ドイツの旗       | ヤン・アウレル・ビセック   | 710万ユーロ  |
| スイスの旗       | ヤン・ゾマー               | 690万ユーロ  |
| イタリアの旗     | フランチェスコ・アチェルビ | 400万ユーロ  |
| イタリアの旗     | ダヴィデ・フラッテージ     | レンタル移籍 |
| ブラジルの旗     | カルロス・アウグスト       | レンタル移籍 |
| オーストリアの旗 | マルコ・アルナウトヴィッチ | レンタル移籍 |
| イタリアの旗     | エミル・アウデロ           | レンタル移籍 |
| フランスの旗     | マルクス・テュラム         | 自由移籍     |
| チリの旗         | アレクシス・サンチェス     | 自由移籍     |
| コロンビアの旗   | フアン・クアドラード       | 自由移籍     |
| オランダの旗     | デイヴィ・クラーセン       | 自由移籍     |

| 国籍             | 選手名                     | 移籍金       |
| ---------------- | -------------------------- | ------------ |
| イタリアの旗     | ダヴィデ・フラッテージ     | 3130万ユーロ |
| ブラジルの旗     | カルロス・アウグスト       | 1320万ユーロ |
| オーストリアの旗 | マルコ・アルナウトヴィッチ | 1090万ユーロ |
| ポーランドの旗   | ピオトル・ジエリンスキ     | 自由移籍     |
| イランの旗       | メフディ・タレミ           | 自由移籍     |

※レンタル→完全移籍となった選手の移籍金はレンタル料込。

## 所属クラブ
- ASヴァレーゼ1910 1978-1986
- ACモンツァ・ブリアンツァ1912 1986-1990
- コモ・カルチョ 1990-1993
- ラヴェンナ・カルチョ 1993-1995
- SSCヴェネツィア 1995-2000
- アタランタBC 2000-2002
- UCサンプドリア 2002-2010
- ユヴェントスFC 2010-2018.10
- インテル・ミラノCEO 2018.12-2024.6
　　　　　　　　　　会長 2024.6-